# 切尔诺贝利之路

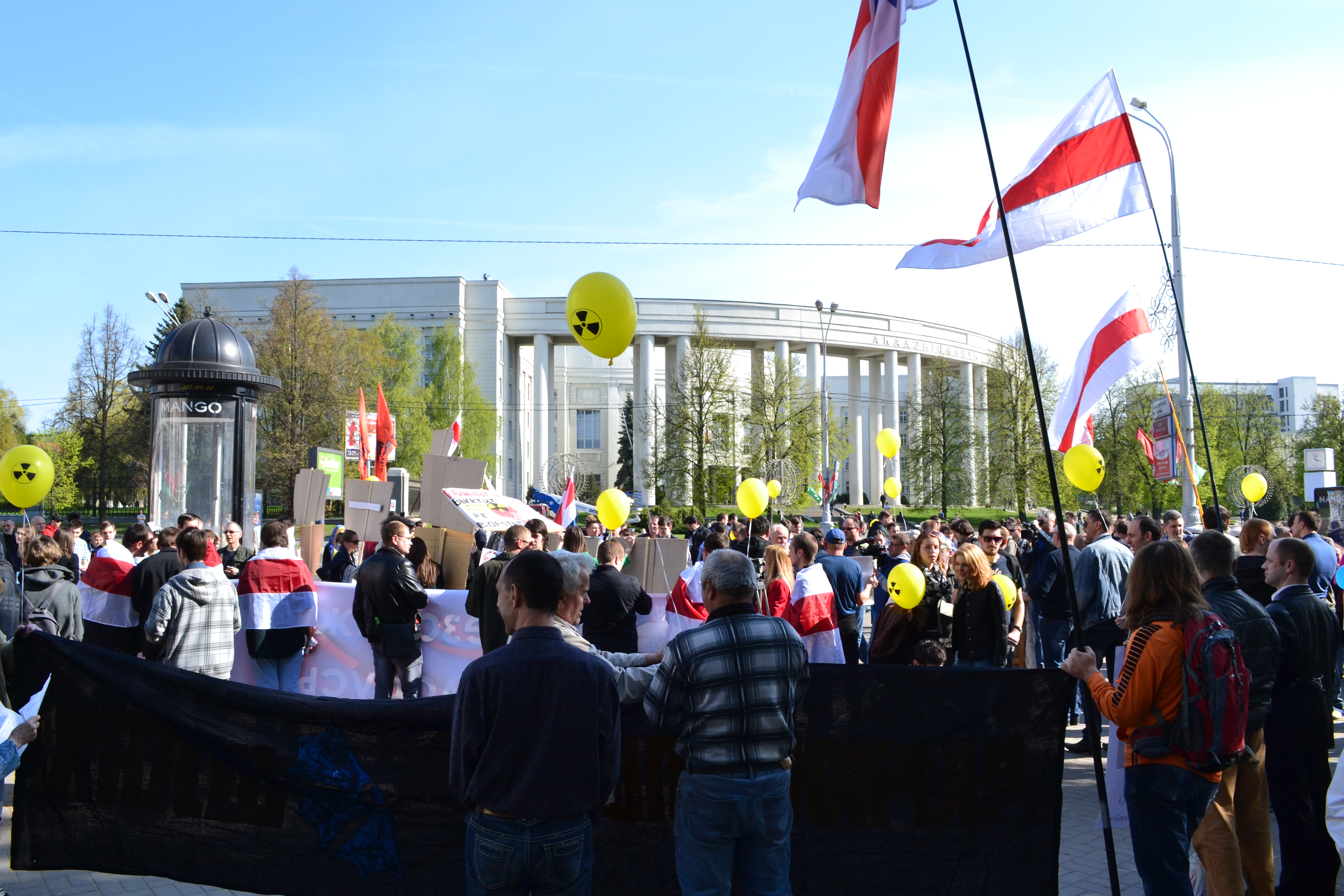
Chernobyl Way (2014)

車諾比之路是白俄羅斯反對派為紀念車諾比核災而於每年4月26日舉行的年度集會。
它於1989年首次舉行，要求緊急努力消除災難的後果。那一年，大約30,000名參與者從明斯克手錶廠遊行穿過市中心到達獨立廣場，並在那裡舉行了集會。